# Погорелка (Мяксинское сельское поселение)
Погорелка — деревня в Череповецком районе Вологодской области.
Входит в состав Мяксинского сельского поселения (c 1 января 2006 по 30 мая 2013 года входила в Щетинское сельское поселение), с точки зрения административно-территориального деления — в Щетинский сельсовет.
Расстояние по автодороге до районного центра Череповца — 53 км, до центра муниципального образования Мяксы по прямой — 7 км. Ближайшие населённые пункты — Михайловское, Сельцо, Травливка.
По переписи 2002 года население — 17 человек.